# Търговище (железопътна гара)
Железопътна гара Търговище е железопътна гара в град Търговище, разположена в квартал „Индустриална зона“, на улица „29–ти януари“. Разположена е на железопътна линия 2 (София – Варна), свързваща двете разпределителни жп гари Горна Оряховица и Шумен. На гарата спират бързи, пътнически и експресни влакове.

## Обществен транспорт от и до жп гарата
Обществен транспорт, с който може да се стигне до жп гарата са такси или маршрутка. Автобусни линии които превозват пътници от и до жп гарата са:
- № 4, на цена 0,40 лв – тръгва от жп гарата от: 6:10, 7:30, 8:50, 12:20, 14:50, 17:30 часа (Зимно делнично време: 1 ноември – 30 април); 6:10, 7:30, 8:50, 12:20, 14:50, 17:30, 18:50 часа (Лятно делнично и празнично време: 1 май – 31 октомври); 7:30, 8:50, 12:20, 14:50, 17:30 часа (Зимно празнично време: 11 ноември – 30 април). Маршрут на движение – жп гара, ул. „29-и януари“, ул. „Васил Левски“, ул. „Кюстенджа“, ул. „Паисий“, бул. „Митрополит Андрей“, бул. „Александър Стамболийски“, бул. „Трайко Китанчев“, квартал Запад 2, канала, КАТ, язовира, местност „Момина чешма“ (вилна зона Кованлъка), Ягода, Парка, обръщало (в прохода Боаза на Преславската планина).[2]
- № 5 – тръгва от жп гарата от: 7:00, 12:00, 17:30. Маршрут на движение – жп гара, ул. „Васил Левски“, Държавен архив, Майкоп, ул. „Паисий“, Бряста, ул. „Трети март“, здравна каса, бул. „Сюрен“, канала, КАТ, село Разбойна, село Стража.[3]
- № 10, на цена 0,30 лв – тръгва от жп гарата от: 7:00 – 8:00 часа (на 7 – 9 минути), 19:30 – 21:00 часа (на 14 – 16 минути), през останалото време на 9 – 11 минути (Делнично време); 7:00 – 8:00 часа (на 9 – 11 минути), през останалото време на 14 – 16 минути (Празнично време). Маршрут на движение – жп гара, ул. „29-и януари“, ул. „Васил Левски“, ул. „Гладстон“, ул. „Хаджи Димитър“, бул. „Митрополит Андрей“, ул. „Трети март“, квартал Запад 2, бул. „Сюрен“, бул. „Трайко Китанчев“, бул. „Александър Стамболийски“, квартал Запад 3.[4]
- № 13 – тръгва от жп гарата от: 7:00, 12:00, 17:30. Маршрут на движение – жп гара, ул. „В. Левски“, ул. „Кюстенджа“, бул. „Паисий“, бул. „Александър Стамболийски“, квартал Запад 3, вилна зона Чокята, помпена станция, село Лиляк.[5]

## Работно време
Към март 2020 г. в официалния уебсайт на БДЖ е посочено, че работното време в което се предоставя информация и се извършват продажба на билети е: 03:00 – 10:00; 11:00 – 21:30 часа. Посочен е и телефонен номер за връзка – 0885 397 716.